# Кенасса во Вроцлаве
Вроцлавская кенасса — караимская кенасса, находившаяся до 1989 года во Вроцлаве на улице Княжевича, 28. Это была единственная кенасса, функционировавшая в послевоенной Польше.

## История
Территория современной Польши не была традиционным местом жительства для польских караимов. В пределах Второй Польской Республики существовало четыре караимские религиозные общины со своими полноценными кенассами. Это были Тракай, Вильнюс и Луцк из бывшей Российской империи и Галич, входивший в бывшую Австро-Венгрию. Сами караимы, хотя и составляли небольшую общину (численностью около тысячи), принадлежали к одному из немногих религиозных меньшинств, признанных законом в межвоенной Польше (их статус регулировался Законом 1936 года Об отношениях государства с Караимским религиозным союзом в Республике Польша.).
Караимы оказались в послевоенных границах в результате переселения, совершённого по республиканским договорам 1944 года. Десятки семей, которым удалось таким образом попасть в Польшу, происходили из Тракая, Вильнюса, Паневежиса, Луцка или Галича, где они создали довольно сплочённые общины. В послевоенной Польше они образовывали диаспоры, а их святыни и культовые постройки оставались в СССР..
В новых условиях караимы объединились вокруг трёх вновь созданных религиозных общин: в Варшаве, Гданьске и Вроцлаве. Из-за своего незначительного количества у них не было ни финансовых возможностей, ни насущной необходимости построить полноценную кенассу. Тем не менее, во Вроцлаве была сделана попытка открыть молитвенный дом, который государство признало бы сооружением, предназначенным для религиозного богослужения, и действовал бы на институциональной основе. В письме от 1953 года газзан Рефаэль Абкович писал:
(…) я был вынужден попросить местные власти предоставить постоянную квартиру для нужд Караимской религиозной ассоциации, и при поддержке Президиума Провинциального национального совета во Вроцлаве была предоставлена квартира по улице Князевича, 28 во Вроцлаве. В этом месте есть зал для служб, кабинет и общественный центр. Поскольку Караимский религиозный союз Польши ещё не имеет, кроме кладбища в Варшаве, никаких учреждений, связанных с религиозным культом и культурно-образовательной жизнью, выделенные помещения будут служить для удовлетворения религиозных, культурных и образовательных нужд всех караимов, проживающих в Польской Народной Республике.
Известно, что, кроме Вроцлава, были попытки организовать кенассу сразу после Второй мировой войны во Вжеще (район Гданьска), поскольку в то время в районе Труймяста проживало до ста караимов, которым при необходимости приходилось исповедовать религию только в частных квартирах. Заявки на предоставление соответствующего помещения для этой цели были поданы Караимским религиозным объединением гданьскому воеводе в 1946 и 1947 годах. Однако дело не было удовлетворено.
Кроме того, молитвенный дом во Вроцлаве был не типичной кенассой, а квартирой, выполнявшей роль кенассы, в которой для поклонения использовались три из пяти комнат. Молебен проводил газзан Рефаэль Абкович, который с 1946 года до последних дней своей жизни в 1992 году проводил субботние и праздничные богослужения, совершал религиозные обряды, связанные с рождениями, свадьбами и похоронами не только во Вроцлаве, но и в других местах проживания: в Ополе, Варшаве и Гданьске (службы часто проводились в частных домах). Благодаря ему караимская религиозная община во Вроцлаве была единственной, которую после 1945 года возглавлял священнослужитель. Кенасса во Вроцлаве действовала до 1989 года.
После смерти газзана Абковича караимы, проживающие в современной Польше, не имеют ни собственного духовенства, ни кенассы. Поэтому богослужения по необходимости проводились в частных домах, а религиозные обряды исполнялись мирянами.